# Io non ti conosco
Io non ti conosco è un cortometraggio diretto ed interpretato nel ruolo di protagonista da Stefano Accorsi della durata di 14 minuti e con la partecipazione di Vittoria Puccini nel ruolo della moglie. È distribuito da Sky Cinema. Il film ha vinto il Premio speciale migliore esordio alla regia (Corti d'argento) ai Nastri d'argento 2014.

## Trama
La storia è incentrata sulla dimensione famigliare del protagonista che dopo aver trascorso la notte in casa con la moglie e la figlia, esce di casa per comprare dei fiori da spedirle a domicilio grazie al commesso del negozio, ma le cose non vanno esattamente come previsto.

## Produzione
Il cortometraggio è stato prodotto da YOOX Group di Federico Marchetti. La post-produzione è stata effettuata da Reset VFX S.r.l..